# Morten Bergeton Iversen
Morten Bergeton Iversen (n. 19 noiembrie 1974, Oslo, Norvegia), mai cunoscut sub numele de scenă Teloch, este un chitarist norvegian de black metal, cunoscut ca fiind un chitarist live pentru trupele Gorgoroth, God Seed și 1349. În prezent, el este chitaristul trupei, Mayhem.

## Biografie
Teloch și-a început cariera muzicală la începutul anilor '90 într-o trupă de punk numită Dødsdømt și o trupă de thrash / death metal numită, Legions from Horten (Vestfold). A fondat Nidingr în anul 1996. În același an au înregistrat primul lor show demo și în anul 1999, al doilea demo.
În anul 2004, s-a alăturat trupei Orcustus.
În anul 2005, Nidingr a publicat primul lor album de studio, "Sorrow Infinite and Darkness".
În anul 2006, s-a alăturat trupei 1349 ca chitarist live. 
În anul următor, a plecat din 1349 și a fost contractat ca chitarist de către formația Gorgoroth, care în acel moment a fost împărțită în două grupe. Confruntându-se cu imposibilitatea lui King Hell și a lui Gaahl de a lucra sub numele de Gorgoroth, ei au fost forțați să schimbe numele lui God Seed (în martie 2009), încă bazându-se pe ajutorul lui Teloch ca muzician al sesiunii. 
În august 2009, vocalistul Gaahl, și-a anunțat retragerea din black metal, punând capăt scurtei existențe a trupei.
Nidingr a lansat al doilea album, "Wolf-Father", în anul 2010. Iversen a fost un chitarist invitat în proiectul francez al lui Igorrr și albumul "Hallelujah" (2012). În același an, Nidingr și-a lansat al treilea album numit, "Greatest of Deceivers".
În 2015, Teloch a scris muzică pentru o producție a piesei de teatru, Mor Courage og barna hennar la Teatrul norvegian.
Teloch este membru al trupei Mayhem din anul 2011 și a scris aproape întregul album Esoteric Warfare pe cont propriu. Nidingr a lansat al patrulea album, The High Heat Licks Against Heaven, în anul 2017.

## Discografie
Cu Orcustus
- Wrathrash (EP) (2005)
- Orcustus (2009)

Cu Nidingr
(1996 - prezent)
- Sorrow Infinite and Darkness (2005)
- Wolf-Father (2010)
- Greatest of Deceivers (2012)
- The High Heat Licks Against Heaven (2017)
- Rehearsal 1996 (Demo) (1996)
- Demo '99 (Demo) (1999)

Cu Mayhem
(2011 - prezent)
- Esoteric Warfare (2014)
- De Mysteriis Dom Sathanas Alive (2016)
- Psywar (Single) (2014)
- Live in Guatemala City (Album live) (2017)